# Borgomaro
Borgomaro es una comune italiana de la provincia de Imperia, en Liguria. Tiene una población estimada, a fines de agosto de 2021, de 807 habitantes.

## Historia
Villa del Ducado de Saboya desde 1577, fue ocupada dos veces por las tropas aliadas de España y Génova de 1615-1618, durante la Guerra de sucesión de Montferrato y 1625-1626 durante el Socorro de Génova.
Entre 1805 y 1814 formó parte del departamento francés de Montenotte.

## Evolución demográfica
| Gráfica de evolución demográfica de Borgomaro entre 1861 y 2021 |
|                                                                 |
| Fuente ISTAT - elaboración gráfica de Wikipedia                 |